# Renaud Donnedieu de Vabres
Pour les articles homonymes, voir Donnedieu de Vabres.
Renaud Donnedieu de Vabres, né le 13 mars 1954 à Neuilly-sur-Seine (Seine), est un homme politique français.
Membre de l’UDF-PR puis de l'UMP, il occupe différents postes ministériels sous le gouvernement Raffarin (Affaires européennes en 2002 puis Culture et Communication de 2004 à 2007).
Impliqué dans le volet financier de l'affaire Karachi, il est condamné en 2020 à cinq ans de prison, dont deux avec sursis, peine réduite en appel le 21 janvier 2025 à 4 ans avec sursis et 50 000 euros d'amende.

## Biographie

### Origines et formation
Issu d'une famille protestante cévenole, il est le fils de Jacques Donnedieu de Vabres, maître des requêtes au Conseil d'État et secrétaire général du Comité interministériel pour les questions de coopération économique européenne, le neveu de Jean Donnedieu de Vabres, ancien secrétaire général du gouvernement français et négociateur du traité de Rome de 1957, et le petit-fils d'Henri Donnedieu de Vabres, magistrat ayant été l'un des quatre juges titulaires lors du procès de Nuremberg de 1945.
Il a effectué ses études secondaires au sein des lycées Notre-Dame de Sainte-Croix et Pasteur de Neuilly-sur-Seine. 
Titulaire d'une licence en sciences économiques, il est diplômé de l'Institut d'études politiques de Paris (promotion 1975, section Service Public) et ancien élève de l’École nationale d’administration (ENA, promotion Voltaire (1980), aux côtés de Dominique de Villepin, François Hollande et Ségolène Royal). Classé 24e de sa promotion à l'ENA, il intègre le corps préfectoral en tant que sous-préfet, puis en tant que directeur de cabinet du préfet d’Indre-et-Loire.
À cette époque, il est proche de l'ancien Premier ministre Michel Debré, maire d'Amboise, qui l'accueille et le pilote dans le département tout en veillant à son initiation politique[réf. nécessaire].
Il devient ensuite secrétaire général pour l’administration de la police de la région Centre (1980-1981), secrétaire général de la préfecture des Alpes-de-Haute-Provence (1981-1982) puis sous-préfet de l’arrondissement de Château-Thierry (1982-1985).

### Parcours politique

#### Débuts
Il commence sa carrière politique dans les pas de François Léotard, en tant que chargé de mission auprès de celui-ci au ministère de la Culture (1987-1988), puis comme directeur de cabinet au Parti républicain, dont il intègre en 1990 le bureau politique, puis en devient délégué général de 1995 à 1997.
D'avril 1993 à mai 1995, il est chargé de mission auprès de François Léotard, ministre d'État, ministre de la Défense. À ce titre, il a participé à la négociation d'un important contrat signé le 19 novembre 1994 par une société dépendant du ministère, la Sofresa avec l'Arabie saoudite portant sur la vente par la France de deux frégates antiaériennes (« Opération Sawari 2 »).

#### Membre de l'UDF puis de l'UMP
Au début de 1995, Renaud Donnedieu de Vabres intègre l'équipe de campagne d'Édouard Balladur, puis devient directeur de cabinet à l’UDF (1996-1998). Conseiller régional du Centre (1986-2001), président du groupe UDF et rapporteur général du Budget et du Plan (1986-1993), il est élu député dans la première circonscription d'Indre-et-Loire en 1997.
En 1998, il accueille des participants tourangeaux de la principale manifestation anti-PACS organisée par Christine Boutin, durant laquelle sont proférés des propos homophobes. Act-Up le menace publiquement, sans le nommer expressément mais en faisant circuler son nom, de outing, son homosexualité étant confirmée plus tard par Guy Birenbaum en 2003 et Les Inrockuptibles en 2004.
Candidat de la droite aux élections municipales de 2001 à Tours, il est battu par le maire socialiste sortant, Jean Germain. Il prend ses distances avec le président de l’UDF François Bayrou lors de la campagne présidentielle de 2002, et soutient Jacques Chirac, participant avec Philippe Douste-Blazy à l'UMP. Il est réélu député le 16 juin 2002.
Il devient secrétaire général adjoint de l’UMP en 2002, puis porte-parole en 2003, puis secrétaire national chargé de la vie culturelle et artistique en 2009.

#### Ministre délégué aux Affaires européennes
Le 7 mai 2002, Renaud Donnedieu de Vabres est nommé ministre délégué aux Affaires européennes dans le premier gouvernement Raffarin. Mis en examen en qualité de directeur de cabinet de François Léotard, Président du défunt Parti républicain en 1996, il quitte ce gouvernement le 17 juin 2002.
Dans cette affaire, il est condamné le 16 février 2004 pour blanchiment d'argent au versement, pour avoir participé, sur instruction du président du Parti républicain, à l'opération d'utilisation des fonds spéciaux de Matignon pour l'acquisition par le Parti républicain de son siège social,. Il a cependant été relaxé des faits de « complicité d'infraction à la législation sur le financement des partis politiques ». Sans autre peine qu'une amende de quinze mille euros, il bénéficie, trois ans après le paiement de celle-ci, d'une réhabilitation,.

#### Ministère de la Culture et de la Communication
Il est nommé, en 2004, ministre de la Culture et de la Communication dans le troisième gouvernement Raffarin, poste auquel il est reconduit le 3 juin 2005, dans le gouvernement Villepin.
Il hérite alors de son prédécesseur, Jean-Jacques Aillagon, du délicat dossier du régime d'assurance chômage des intermittents du spectacle. Il affirme partager l'avis des syndicats majoritaires concernant une période annuelle de calcul des droits d'accès à ce statut, mais refuse d'intervenir directement dans le débat, considérant que toute initiative parlementaire dans ce dossier nuirait aux négociations entre les partenaires sociaux. Il crée un Fonds permanent de professionnalisation pour les exclus du statut et appuie la signature par les syndicats d'un nouveau protocole en décembre 2006, sans pour autant que la question soit définitivement réglée.
Le projet de Loi relative au droit d'auteur et aux droits voisins dans la société de l'information (DADVSI), qu'il défend devant le parlement en décembre 2005 et au printemps 2006, est le deuxième gros dossier de son passage rue de Valois. Présenté en décembre 2005, ce projet a fait face à de lourdes attaques. Dépassant les clivages droite-gauche, des associations relayées par certains députés dénoncent la forte pénalisation du piratage, l'abandon de la copie privée et l'allégeance du ministre aux maisons de disques.
L'examen, en première lecture de ce texte, aboutit à l'adoption d'un amendement en faveur de la licence globale, contre l'avis du gouvernement. Après deux mois de polémique intense, l'examen du texte par les députés reprend en mars 2006. Retirant immédiatement la licence globale, le ministre réussit après de longs débats à faire adopter la quasi-totalité de ses propositions en faveur des DRM et contre les échanges de fichiers protégés par droit d'auteur, considérant qu'il a préservé le droit à la copie privée et renforcé le principe de l'interopérabilité, ce que plusieurs associations infirment. Les limites des DRM seront rapidement mises en évidence et seront progressivement abandonnées par la majeure partie des acteurs du paysage audiovisuel.
Troisième grand dossier traité par le ministre : l'implantation du Louvre à Abu Dhabi, décidée par le président de la République, auquel il a apporté un soutien sans faille malgré les nombreuses oppositions à ce projet au sein de la communauté des conservateurs et des historiens de l'art.
Son séjour au Ministère de la culture lui donne par ailleurs l'occasion de rouvrir le Grand Palais au public après la restauration de la grande nef et d'obtenir l'octroi du statut d'établissement public par le décret du 25 janvier 2007. Une programmation à l'éclectisme assumé assure le rayonnement d'un lieu unique où cohabitent depuis lors expositions d'art contemporain (Monumenta, la Force de l'art), foires (Biennale des antiquaires, Foire internationale d'art contemporain), expositions, défilé de mode et événements musicaux (rue au Grand Palais, concert de Prince le 11 octobre 2009).
Sensible à la préservation du patrimoine, il annule le permis de démolir du « bâtiment des voyageurs » ainsi que celui de la halle métallique de la gare du Sud à Nice, élevée par Prosper Bobin en 1890, que la mairie souhaitait démonter et apporte le soutien financier de l'État dans la restauration de ce bâtiment.
Comme ministre de la Communication, il a géré également le lancement de la chaîne France 24 et le déploiement de la télévision numérique terrestre.
Il a enfin défendu le budget ministériel, négociant, en particulier auprès de Dominique de Villepin, un plan d'urgence pour la restauration des monuments historiques, et une dotation annuelle de soixante-dix millions d'euros.

#### Après sa sortie du gouvernement
Lors des élections législatives de juin 2007 il se représente dans la première circonscription d'Indre-et-Loire et est battu au second tour par Jean-Patrick Gille (PS) qui obtint 51,07 % des suffrages exprimés.
Le 12 décembre 2007, il est nommé ambassadeur, chargé de la dimension culturelle de la Présidence française de l'Union européenne.
Investi par l'UMP pour reprendre la mairie à la gauche lors des élections municipales de 2008 à Tours, il est à nouveau battu par Jean Germain le 16 mars avec 37,94 % des suffrages.
Depuis 2009, Renaud Donnedieu de Vabres est secrétaire national chargé de la Culture à l'UMP.
Il est par ailleurs membre du comité directeur du Forum d'Avignon - Culture, économie, média, à la création duquel il a contribué. Sensible à la protection du patrimoine sous toutes ses formes et quelle que soit la culture dont il est l'expression, il préside le Comité de parrainage de l'association Patrimoine sans frontières.
Le 12 avril 2009, il est nommé chevalier de la Légion d'honneur.
Depuis le 1er mars 2009, il est conseiller d'Alexandre Allard pour la stratégie, le développement et la culture du groupe Allard.
Le 17 juin 2009, il est élu président d'Atout France, nouvelle agence au service du tourisme français.
Lors de la campagne présidentielle de 2012, il prend ses distances avec Nicolas Sarkozy.
La même année, il crée sa société, RDDV Partner.
En avril 2019, il succède à Jean-Paul Griolet en tant que président de l'association Visa pour l'Image, qui chapeaute le Festival international de photojournalisme du même nom.

### Affaire Karachi
Il est mis en examen pour complicité d'abus de biens sociaux dans le volet financier de l'affaire Karachi en décembre 2011, avouant avoir imposé Ziad Takieddine dans les négociations du contrat Agosta avec le Pakistan en 1994. Le procès se tient du 7 au 31 octobre 2019 au tribunal correctionnel de Paris. Il est condamné, le 15 juin 2020, à cinq ans de prison dont deux avec sursis et à de lourdes amendes.  La justice souligne que l'ancien ministre a eu « un rôle déterminant d’interlocuteur privilégié » du réseau Takieddine. Le tribunal note encore qu’il « a reçu des fonds de la part de M. Ziad Takieddine pouvant s’analyser comme “un retour d’ascenseur” pour avoir appuyé l’introduction de son réseau dans les marchés saoudien et pakistanais ».

## Détail des mandats et fonctions

### Postes à responsabilité
- 1986 - 1993 : président du groupe UDF et rapporteur général du Budget et du Plan
- Délégué général et membre du bureau politique du Parti républicain ; délégué national de la nouvelle UDF
- Secrétaire général adjoint chargé de l'organisation du débat interne et de l'animation de l'UMP (2002-2004) ; porte-parole de l'UMP (2003-2004)
- Secrétaire national de l'UMP, chargé de la vie culturelle et artistique (2009-2010)

### Fonctions électives locales
Conseil régional
- 17/03/1986 - 22/03/1992 : conseiller régional du Centre
- 23/03/1992 - 15/03/1998 : vice-président du Conseil régional du Centre
- 16/03/1998 - 13/04/2001 : conseiller régional du Centre

Conseil municipal
- mars 2001 - mars 2014 : conseiller municipal de Tours (Indre-et-Loire)

### Fonctions parlementaires
À l'Assemblée nationale
- 01/06/1997 - 07/06/2002 : député (UDF) de la 1re circonscription d'Indre-et-Loire
- 16/06/2002 - 31/03/2004 : député (UMP) d'Indre-et-Loire

### Fonctions ministérielles
- 07/05/2002 - 16/06/2002 : ministre délégué aux Affaires européennes auprès du Ministre des Affaires étrangères, de la coopération et de la francophonie du gouvernement Jean-Pierre Raffarin (1)
- 31/03/2004 – 30/05/2005 : ministre de la Culture et de la communication du gouvernement Jean-Pierre Raffarin (3)
- 3/06/2005 - 15/05/2007 : ministre de la Culture et de la communication du gouvernement Dominique de Villepin

### Fonction européenne
- 01/07/2008 - 31/12/2008 : conseiller spécial culturel auprès du Président Nicolas Sarkozy pour la Présidence française de l'Union européenne.

## Affiliations
- Membre du conseil d'administration de l'Institut de relations internationales et stratégiques
- Membre du conseil d'administration de Christian Dior (entreprise)
- Membre du conseil d'administration de la fondation Louis-Vuitton pour la création, où il succède à Claude Pompidou.